# Municipio de Medway
El municipio de Medway (en inglés, Medway Township) es una subdivisión territorial del condado de Hamilton, Kansas, Estados Unidos. Según el censo de 2020, tiene una población de 40 habitantes.
Abarca una zona exclusivamente rural.

## Geografía
Está ubicado en las coordenadas 38°2′46″N 101°53′14″O / 38.04611, -101.88722. Según la Oficina del Censo de los Estados Unidos, tiene una superficie total de 279,46 km², de la cual 278,67 km² corresponden a tierra firme y 0,79 km² es agua.

## Demografía
Según el censo de 2020, hay 40 personas residiendo en la zona. La densidad de población es de 0,14 hab./km². El 82,50 % de los habitantes son blancos; el 2,50% es amerindio; el 10,00% son de otras razas, y el 5,00% son de una mezcla de razas. Del total de la población, el 20,00 % son hispanos o latinos de cualquier raza.